# Ned Kelly (album)
Ned Kelly è il sedicesimo album inserito nella discografia di Waylon Jennings, pubblicato nel luglio del 1970 dall'etichetta United Artists Records e prodotto da Ron Haffkine. Il disco uscì come colonna sonora del film australiano Ned Kelly (1970), le musiche furono scritte da Shel Silverstein.
L'album originale conteneva undici tracce con sei brani eseguiti da Waylon Jennings, tre da Kris Kristofferson, uno da Mick Jagger (che era anche l'interprete principale del film) e uno da Tom Ghent. Una versione dell'album uscita su CD contiene sedici tracce.

## Tracce
Lato A
1. Ned Kelly – 4:03 (Shel Silverstein) – Waylon Jennings
2. The Wild Colonial Boy – 3:10 (Shel Silverstein) – Mick Jagger
3. Son of a Scoundrel – 2:13 (Shel Silverstein) – Kris Kristofferson
4. Shadow of the Gallows – 2:58 (Shel Silverstein) – Waylon Jennings
5. Lonigan's Widow – 4:23 (Shel Silverstein) – Waylon Jennings
6. Stoney Cold Ground – 3:45 (Shel Silverstein) – Kris Kristofferson

Lato B
1. The Kelly's Keep Comin' – 3:38 (Shel Silverstein) – Kris Kristofferson
2. Ranchin' in the Evenin' – 2:05 (Shel Silverstein) – Waylon Jennings
3. Blame It on the Kellys – 2:21 (Shel Silverstein) – Waylon Jennings
4. Pleasures of a Sunday Afternoon – 2:17 (Shel Silverstein) – Waylon Jennings
5. Hey Ned – 2:52 (Shel Silverstein) – Tom Ghent

## Musicisti
- Waylon Jennings - voce
- Kris Kristofferson - voce
- Mick Jagger - voce
- Tom Ghent - voce